# Électrolyte solide

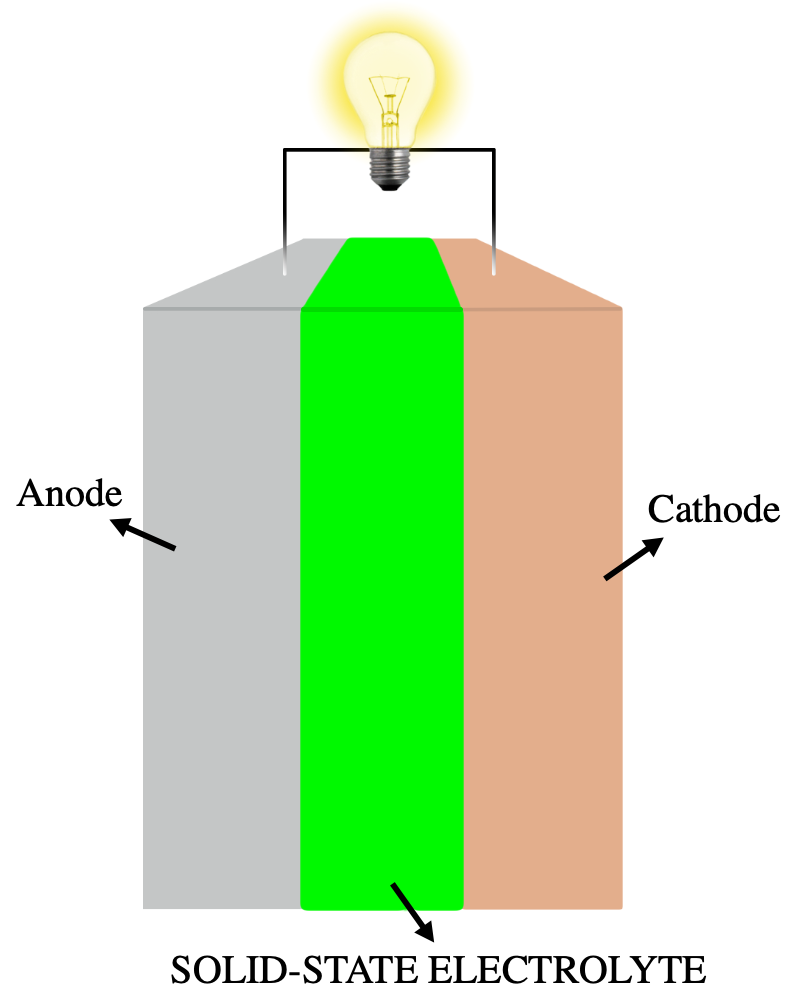
Représentation d'un accumulateur à électrolyte solide.

Un électrolyte solide (SSE) est un matériau solide isolant électronique mais conducteur ionique. Ce type de matériau est utilisé comme électrolyte notamment pour réaliser des accumulateurs solides et permet le stockage de l'énergie électrique à l'aide d'une technologie alternative aux accumulateurs lithium-ion,. Cette technologie offre l'avantage d'une très grande sécurité, car elle est dépourvue de risques de fuites et de solvants organiques toxiques, et présente un risque plus faible d'incendie, de dégagement de vapeurs, d'instabilité thermique ou mécanique, d'auto-décharge, est plus facile à fabriquer, et permet d'atteindre des densités de puissance plus élevées ainsi qu'un plus grand nombre de cycles de charge. La présence d'une membrane solide entre les deux électrodes permet par exemple d'utiliser une anode en lithium métallique sans craindre la formation de dendrites comme c'est le cas avec un électrolyte liquide. Il est ainsi possible de réaliser des accumulateurs plus légers, plus minces et moins chers à l'aide par exemple d'une anode de grande capacité avec un faible potentiel d'oxydoréduction, comme le lithium — avec une capacité de 3 860 mAh/g et un potentiel de −3,04 V par rapport à l'électrode standard à hydrogène — à la place du graphite, de capacité plus faible théoriquement de 372 mAh/g dans son état entièrement lithié LiC6. On a pu démontrer début 2020 la faisabilité de batteries solides permettant à un véhicule électrique d'atteindre une autonomie de 800 km. La principale difficulté de cette technologie reste la mauvaise conductivité ionique des électrolytes solides par rapport aux électrolytes liquides, mais les principaux constructeurs automobiles (Toyota, BMW, Honda, Hyundai) ont prévu de commercialiser pour 2025 des modèles avec des accumulateurs à électrolyte solide.

## Typologie
Les électrolytes solides ont le même rôle qu'un électrolyte liquide traditionnel. On distingue les électrolytes solides proprement dits (SSE) et les électrolytes quasi-solides (QSSE). Les électrolytes solides comprennent en outre les électrolytes solides inorganiques (ISE), les électrolytes polymères solides (SPE) et les électrolytes polymères composites (CPE). Quant aux électrolytes quasi-solides, également appelés électrolytes polymères en gel (GPE), il s'agit de membranes autoportantes contenant une certaine quantité de liquide à l'intérieur d'une matrice solide. Les électrolytes polymères solides et les électrolytes polymères en gel ont des mécanismes de conduction ionique sensiblement différents : les premiers conduisent les ions par interaction avec des groupes donneurs sur les chaînes de polymères tandis que les seconds conduisent les ions essentiellement dans le solvant ou le plastifiant.

### Électrolytes solides
Les électrolytes solides (SSE) sont classés en électrolytes solides inorganiques (ISE), électrolytes polymères solides (SPE) et électrolytes polymères composites (CPE). Ils sont solides à température ambiante et les ions les traversent donc à l'état solide. Leur principal avantage est l'élimination complète de tout constituant liquide, ce qui accroît sensiblement la sécurité de l'ensemble du dispositif, tandis que leur inconvénient majeur est une conductivité ionique sensiblement plus faible que celle des électrolytes liquides.

#### Électrolytes solides inorganiques
Les électrolytes solides inorganiques (ISE) sont un type particulier d'électrolytes solides formé d'un matériau inorganique à l'état cristallin ou vitreux, qui conduit les ions par diffusion à travers le réseau ou le verre. Ils offrent l'avantage de valeurs plus élevées que les autres types d'électrolytes solides pour la conductivité ionique (de l'ordre de quelques mS/cm2 à température ambiante), le module de Young (de l'ordre du GPa) et le nombre de transport ionique. Ils sont cependant fragiles, ce qui complique l'interfaçage avec les électrodes, notamment du point de vue de la résistance à l'interface et du passage à l'échelle industrielle à partir des prototypes en laboratoire.
Ces électrolytes peuvent réalisés à partir d'oxydes, de sulfures ou de phosphates. Ce sont par exemple les structures de type LiSICON (en) (conducteur superionique de lithium) Li2+2xZn1−xGeO4, argyrodite Li7-yBCh6-yXy (où y varie de 0 à 1, B représente le phosphore ou l'arsenic, Ch le soufre ou le sélénium, et X le chlore, le brome ou l'iode) comme Li6PS5X, grenat (LLZO (en) Li7La3Zr2O12), NaSICON (en) (conducteur superionique de sodium, comme LTP, LATP Li1+xAlxTi2−x(PO4)3, LAGP (en) Li1+xAlxGe2−x(PO4)3) de formule générale Na1+xZr2SixP3−xO12 (où x varie de 0 à 3), nitrure de lithium Li3N, hydrure de lithium (comme le borohydrure de lithium LiBH4), pérovskite (par exemple LLTO), halogénure de lithium ou encore iodure d'argent et de rubidium (en) RbAg4I5,.
Il peut également s'agir de vitrocéramiques adoptant une structure amorphe plutôt que cristallisée, comme l'oxynitrure de phosphore et de lithium (LiPON) et les thiophosphates de lithium Li2S–P2S5.

#### Électrolytes polymères solides
Les électrolytes polymères solides (SPE) sont définis comme des solutions salines sans solvant dans un matériau polymère qui conduit les ions par interaction avec les chaînes polymères. Comparés aux électrolytes solides inorganiques, les électrolytes polymères sont bien plus faciles à mettre en forme, généralement par coulée en solution (en), ce qui les rend largement compatibles avec les processus de fabrication à grande échelle. De plus, ils ont une élasticité et une plasticité plus élevées, d'où une meilleure stabilité à l'interface, ainsi qu'une souplesse et une résistance améliorée par rapport aux changements de volume pendant leur fonctionnement.
L'électrolyte polymère idéal présente à la fois une bonne dissolution des sels de lithium, une température de transition vitreuse peu élevée, une bonne compatibilité électrochimique avec les matériaux d'électrode les plus courants, un faible taux de cristallinité et une bonne stabilité mécanique. Cependant, la conductivité ionique des électrolytes polymères solides est généralement inférieure à celle des polymères solides inorganiques, tandis que l'intensité du courant de charge est plus limitée, ce qui limite la charge rapide. Les électrolytes polymères solides à base de polyéthylène glycol, également appelé polyoxyéthylène (PEO), sont les premiers polymères solides dans lesquels la conductivité ionique a été démontrée par mécanismes de sauts à la fois inter- et intra-moléculaires des ions mobiles, grâce aux mouvements de segments des chaînes polymères ainsi qu'à la grande capacité de complexation des ions aux groupes éther, mais ils présentent une faible conductivité ionique à température ambiante (10−5 S/cm) en raison de leur taux de cristallinité élevé.
Les principales alternatives aux électrolytes polymères solides à base de polyéther sont les polycarbonates, les polyesters, les polynitriles (comme le polyacrylonitrile), les polyalcools (comme l'alcool polyvinylique), les polyamines (comme les polyétherimides), les polysiloxanes (comme le polydiméthylsiloxane), et les fluoropolymères (comme le polyfluorure de vinylidène). Les biopolymères comme la lignine, le chitosane et la cellulose sont également étudiés en tant qu'électrolytes polymères seuls ou mélangés avec d'autres polymères car ils sont respectueux de l'environnement tout en ayant une grande capacité de complexation avec les sels. Différentes stratégies sont par ailleurs envisagées pour accroître la conductivité ionique des électrolytes polymères solides en réduisant le taux de cristallinité de ces matériaux.

#### Électrolytes polymères composites
L'introduction de particules comme charge dans la matrice polymère donne un électrolyte polymère composite (CPE). Ces particules peuvent être inertes par rapport à la conduction des cations de lithium Li+, avec pour seule fonction de faire baisser le taux de cristallinité (comme celles en alumine Al2O3, en dioxyde de titane TiO2, en dioxyde de silicium SiO2, en oxyde de magnésium MgO, en zéolithe, en montmorillonite, etc.),,, elles peuvent au contraire être actives dans la conductivité ionique du matériau (lithium lanthane titane (LLTO) LiLaTiO4, lithium lanthane zirconium (LLZO (en)) Li7La3Zr2O12, lithium aluminium titane phosphate (LATP) Li1+xAlxTi2−x(PO4)3 où x varie de 0,3 à 0,5, etc.),. Selon le rapport entre polymère et particules inorganiques, on parle souvent de composite céramique-dans-polymère ou polymère-dans-céramique. Il est également possible de recourir à des polymères copolymérisés, réticulés, interpénétrés (en) ou mélangés afin d'ajuster leurs propriétés.

### Électrolytes quasi-solides
Les électrolytes quasi-solides (QSSE) forment une classe de matériaux composites constitués d'un électrolyte liquide et d'une matrice solide. L'électrolyte liquide assure la conduction ionique tandis que la matrice solide assure la stabilité mécanique du matériau. Les électrolytes quasi-solides peuvent ainsi présenter des propriétés mécaniques allant de matériaux très rigides à des matériaux plutôt pâteux,,. Ces électrolytes peuvent être classés en plusieurs groupes, notamment les électrolytes polymères en gel (GPE), les électrolytes ionogel (en) et les électrolytes en gel. Les électrolytes polymères en gel, qui sont les électrolytes quasi-solides les plus courants, ont un mécanisme de conduction ionique sensiblement différent de celui des électrolytes polymères solides, lesquels conduisent les ions par complexation avec les groupes nucléophiles des chaînes polymères ; a contrario, les électrolytes polymères en gel conduisent les ions principalement dans le solvant, qui agit à la fois comme plastifiant et pour augmenter la conductivité ionique de l'électrolyte ainsi que pour le ramollir afin d'améliorer le contact avec les électrodes. La matrice des électrolytes polymères en gel est constituée d'un réseau polymère gonflé dans un solvant contenant les ions actifs, tels que des cations de lithium Li+, de sodium Na+ ou de magnésium Mg2+. Cela permet au matériau composite de présenter à la fois les propriétés mécaniques des solides et la conductivité ionique élevée des liquides. Un certain nombre de polymères hôtes ont été utilisés pour réaliser des électrolytes polymères en gel, notamment le PEG, le PAN, le PMMA et le PVDF-HFP. Les polymères sont produits avec une porosité accrue afin de pouvoir incorporer des solvants tels que le carbonate d'éthylène (CH2O)2CO (EC), le carbonate de propylène C4H6O3 (PC), le carbonate de diéthyle (en) OC(OCH2CH3)2 (DEC) et le carbonate de diméthyle OC(OCH3)2 (DMC),. Le polyéthylène glycol (PEG) de faible poids moléculaire ou d'autres éthers ou solvants organiques aprotiques à permittivité élevée, comme le diméthylsulfoxyde (DMSO), peuvent également être mélangés à la matrice de polymère électrolytique solide,. La réticulation thermique et par irradiation ultraviolette sont des moyens utiles pour polymériser les électrolytes polymères en gel in situ, directement au contact des électrodes, afin d'obtenir une interface parfaitement adhérente. Des valeurs de conductivité ionique de l'ordre de 1 mS/cm peuvent être atteintes sans difficulté avec ce type d'électrolytes solides.
Certaines sous-classes émergentes d'électrolytes quasi-solides utilisent des matériaux divers comme matrices et solvants. Les ionogels (en), par exemple, utilisent des liquides ioniques comme solvants avec une sécurité améliorée, car ils ne sont pas inflammables et demeurent stables à haute température,. Les matrices des ionogels peuvent aller de polymères aux nanomatériaux inorganiques. Ces matrices présentent une stabilité mécanique ayant un module de relaxation de l'ordre de 1 MPa voire davantage. Parallèlement, ces matériaux peuvent fournir une conductivité ionique de l'ordre de 1 mS/cm sans utiliser de solvant inflammable. Cependant, les électrolytes en gel peuvent atteindre une conductivité ionique comparable à celle des électrolytes liquides, soit de l'ordre de 10 mS/cm, tout en restant globalement solides. Des substances telles que des nanoparticules de dioxyde de silicium SiO2 sont généralement associées à des solvants de faible viscosité, comme le carbonate d'éthylène (EC), pour former un gel, dont les propriétés peuvent être modifiées en fonction de la charge de la matrice. Une teneur pondérale en charge allant de 10 à 40 % de la matrice peut modifier les propriétés mécaniques de l'électrolyte en le faisant passer d'une pâte molle à un gel dur. Il est cependant nécessaire de trouver le bon équilibre entre résistance mécanique et conductivité ionique en fonction de la charge de l'électrolyte car ces deux grandeurs évoluent en sens inverse. Par ailleurs, la teneur en charge de la matrice peut améliorer le nombre de transport ionique de lithium grâce à la fonctionnalisation de la matrice. Ces électrolytes quasi-solides font l'objet de recherches en vue d'identifier les combinaisons optimales de matrices et de solvants,.

## Perspectives

Croissance dendritique des électrodes en lithium pur.

La polyvalence et les propriétés des électrolytes solides permettent d'envisager des applications ayant une densité massique d'énergie élevée avec des accumulateurs moins chers que l'état de l'art actuel des accumulateurs lithium-ion ne permet pas d'atteindre. En effet, en introduisant un électrolyte solide dans l'architecture des accumulateurs, il est possible d'utiliser du lithium métallique comme matériau d'anode, avec la possibilité d'obtenir une batterie à haute densité d'énergie grâce à sa capacité spécifique élevée de 3 860 mAh/g. L'utilisation d'une anode au lithium métallique (LMA) est rendue impossible dans un électrolyte liquide essentiellement en raison de la croissance dendritique des électrodes en lithium pur susceptible de provoquer des courts-circuits après quelques cycles de charge ; l'augmentation de volume, la réactivité de l'interface électrolyte-solide (SEI) et le lithium « mort » sont d'autres problèmes posés par cette technologie. L'utilisation d'un électrolyte solide permet en revanche un contact homogène avec l'électrode de lithium métallique et présente les propriétés mécaniques empêchant le dépôt incontrôlé de cations de lithium Li+ pendant la phase de charge. Les électrolytes solides ont également des applications potentielles dans les accumulateurs lithium-soufre en résolvant le problème clé de l'effet « navette » polysulfure en bloquant la dissolution des espèces polysulfure dans l'électrolyte qui réduit rapidement la capacité.